# Kaniów (województwo lubuskie)
Kaniów (niem. Kanig, łuż. Kanjow) – wieś w Polsce położona w województwie lubuskim, w powiecie krośnieńskim, w gminie Gubin.
W latach 1975–1998 miejscowość administracyjnie należała do województwa zielonogórskiego.
O wsi Kaniów napomknięto po raz pierwszy w dokumentach w 1527 pod nazwą (niem. Kamenick). Przekazane są również nazwy (niem. Kameinke względnie Kanicker Muhle), które mogły być identyczne z (niem. Pohloer Wassermuhle). Do 1816 Kaniów był wsią wasalną majątku Brody. Pierwotna zabudowa wsi została zniekształcona przez dobudowane i przebudowane budynki w okresie późniejszym). Na uwagę we wsi zasługuje kościół w którym w trakcie działań wojennych została zniszczona wieża, a nawet popadła w ruinę. W latach 70. za starym kościołem mieszkańcy wybudowali nowy pw. Matki Boskiej Siewnej. Kaniów w 1939 zamieszkiwało 259 osób. W 1948 był tu młyn elektryczny i zniszczony tartak. Od 2007 wieś otrzymała sieć wodną o długości 4148 m.